# Red Sands Fort
De Red Sand Forts zijn een serie van zeven onderling verbonden forten op een zandbank in het Theems estuarium.
De forten maakten met twee andere series legerforten, en enkele series marineforten, deel uit van de Thames Estuary Special Defence Units (TESDU), ook wel Maunsell-forten genoemd (naar architect Guy Maunsell). Ze dienden om het estuarium van de Theems te verdedigen tegen Duitse bommenwerpers en Schnellbote en om de opbouw van konvooien te beschermen.
Elke serie forten van dit type bestond uit een toren met Bofors-kanonnen; vier torens met lichtere kanonnen; een toren met zoeklicht; en een controletoren. De poten zijn van beton, en de forten zelf zijn van staal en bevinden zich ongeveer 30 meter boven de zeespiegel.
De forten van Red Sands werden aan land gebouwd, en tussen juli en september 1943 naar hun plaats gesleept. In de loop van de jaren vijftig werd de bewapening verwijderd, en aan het eind van de jaren vijftig werden de forten definitief verlaten.
De forten lagen buiten de twaalfmijlszone, dus buiten de territoriale wateren. In de jaren zestig werden enkele van de zeven forten gebruikt als locatie voor zeezenders; Radio Invicta vanaf juni 1964, KING Radio tussen maart en september 1965, en ten slotte Radio 390 tot juli 1967.
Sinds 2007 wordt het fort ook gebruikt voor incidentele legale radio-uitzendingen van Red Sands Radio.